# دژ الانان
دژ الانان در داستان‌های ملی ایران و شاهنامه مقر تور بود که از دریا برآورده شده بود که شیروی و قارن در زمان منوچهر بر آن دست یافته ویرانش ساختند. این دژ از کهن‌ترین مراکز سیاسی و نظامی کشور توران شناخته می‌گردد که ظاهراً تور و سلم از فرماندهان آن به‌شمار می‌آمد.
| پس و پشتش یکی حصن بود |  | بر آورده سر تا به چرخ کبود |

## تسخیر دژ آلّانّی
جنگ منوچهر با سلم و تور عاقبت منجر به هلاکت تور و گریز سلم شد. سلم پناهی جز دژ آلانی نداشت و قصد داشت هرچه زودتر داخل حصار گشته خویش را از مهلکه نجات دهد امّا دست او را قارن خوانده بود و دانست اگر سلم به درون دژ راه یابد تسلط بر وی مشکل خواهد بود، به همین سبب موضوع را با گرشاسپ در میان گذاشت و فرماندهی لشکر را به شیروی سپرد همراه گرشاسپ و تنی چند از جنگجویان با انگشتر تور که هنگام قتلش بدست آمده بود از دژبانی عبور کرد تا پیش از رسیدند سلم آنرا فتح کرده باشد و چنین نیز شد سلم هنگام رسیدن مقرّش تسخیر شده بود ناچار باید با منوچهر پیکار می‌نمود که هنگام فرار منوچهر در حین فرار گردن او را در روی اسب زد. لحظه ورود قارن با تنی چند از سوران از دژبانی چنین وصف شده:
| چو دژبان چنین گفت‌ها را شنید |  | همان مُهر انگشتری را بدید    |
| همانگه در دژ گشادند باز     |  | بدید آشکارا ندانست راز      |
| ...                         |  | ...                         |
| چو دژ دار و چون قارن رزمجوی |  | یکایک به روی اندر آورده روی |
| یکی بدسگال و یکی ساده دل    |  | سپهبد به هر چاره آماده دل   |

دژبان ساده‌دل گول خورده از سرّ کار آگه نشد و با همین خطای کوچک همه ساکنان دژ از پیر و جوان زن و کودک عرصه تیر و تیغ ایرانیان قرار داد. نکته قابل تأمل اصطلاح آلّانّی است که واژه آلّانّ در زبان آذری به معنی گول خوردن است. چون دژبان یا کوتوال قلعه اشتباه جبران ناپذیری مرتکب گشته گول سخنان قارن و یارانش را خورده بود و نقطه عطفی در تاریخ قلعه‌بانی بجا گذاشته بود فلذا نام دژ مزبور به آلانّی یعنی گولخوردگان شهرت یافت.